# Charles Richter
Charles Francis Richter (Hamilton, 26 april 1900 – Pasadena, 30 september 1985) was een Amerikaans natuurkundige en seismoloog, bekend van de door hem opgestelde schaal van Richter om de kracht van aardbevingen mee aan te geven.

## Biografie
Richter werd geboren op een boerderij in Ohio, maar nadat zijn ouders scheidden verhuisde hij in 1909 met zijn moeder naar Los Angeles. Hij studeerde natuurkunde aan Stanford en aan Caltech, aan het laatste instituut promoveerde hij in 1928. 
De directeur van het nieuw opgerichte seismologische instituut in Pasadena, Robert Millikan, nam hem gelijk daarna in dienst. Met de hulp van zijn oudere collega Beno Gutenberg stelde hij in 1935 de naar hem genoemde schaal op, die de oudere schaal van Mercalli moest vervangen. Tegenwoordig wordt meestal de momentmagnitudeschaal gebruikt om aardbevingen te meten, maar men spreekt bij een aardbeving nog steeds van een bepaalde kracht "op de schaal van Richter".
1. ↑  Find a Grave; geraadpleegd op: 17 juni 2024.